# Garnier de Traînel
Garnier de Traînel († 14. April 1205 in Konstantinopel) war Bischof von Troyes im 13. Jahrhundert. Er entstammte der Burgherrenfamilie von Traînel aus der Champagne.
Garnier nahm am vierten Kreuzzug teil. Laut einem Brief des Grafen von St. Pol gehörte er nach der Belagerung von Zara (1202) zu jenen, die sich für eine Umleitung des Kreuzzuges nach Konstantinopel ausgesprochen hatten. Nach der Eroberung der Stadt 1204 wurde er zum procurator sanctorum reliquarum im Bukoleon-Palast eingesetzt und mit der Verteilung der erbeuteten Reliquien betraut. Nach Troyes ließ er unter anderem Teile des wahren Kreuzes, den Kopf des heiligen Philippus, einen Arm des heiligen Jakobus und einen beim letzten Abendmahl verwendeten Pokal, bei dem es sich der Legende nach um den heiligen Gral gehandelt haben soll, transferieren. Nach seinem Tod 1205 wurde dieses Amt von Bischof Nivelon von Soissons übernommen.

## Weblink
- Seigneurs de Traînel bei fmg.ac (englisch)

| Vorgänger  | Amt                          | Nachfolger |
| ---------- | ---------------------------- | ---------- |
| Barthélémy | Bischof von Troyes 1193–1205 | Hervée     |

| Personendaten    | Personendaten                      |
| ---------------- | ---------------------------------- |
| NAME             | Garnier de Traînel                 |
| KURZBESCHREIBUNG | Bischof von Troyes und Kreuzfahrer |
| GEBURTSDATUM     | 12. Jahrhundert                    |
| STERBEDATUM      | 14. April 1205                     |
| STERBEORT        | Konstantinopel                     |